# I quattro rivali
I quattro rivali (Road House) è un film del 1948 diretto da Jean Negulesco.

## Trama
Jefty Robbins, il volubile proprietario di un bar in una piccola cittadina americana, è solito ingaggiare intrattenitrici per il proprio locale in base alla loro avvenenza piuttosto che per il loro talento, salvo poi licenziarle quando la sua infatuazione per esse - tendenzialmente in breve tempo - si esaurisce. Sembra andare diversamente con la nuova cantante, Lily Stevens: Jefty si mette addirittura in testa di sposarla, senza peraltro avere appurato in qualsivoglia modo i sentimenti di lei.
Ed infatti va a finire che ad innamorarsi sono Lily e Pete Morgan, amico di vecchia data di Jefty e gestore del suo locale. Jefty giura vendetta: innanzitutto accusa Pete di aver prelevato dalla cassaforte del bar una certa somma contenuta in una busta sigillata, che verosimilmente ha sottratto egli stesso; poi, al processo per furto che viene intentato contro Pete, egli insiste, in privato, con il giudice, affinché usi clemenza, ed ottiene, con la sentenza, la parole, a condizione che – in accordo con la consuetudine legislativa statunitense – per il periodo di due anni Pete sia in un certo senso "affidato"a Jefty, non commetta altri reati, non esca dallo stato, e sia soggetto ad altre limitazioni.
Scopo del vendicativo Jefty è quello di rendere impossibile la vita di Lily e Pete, fatti da lui oggetto di sempre maggiori provocazioni. E vi riesce: durante un soggiorno dei tre – insieme a Susie Smith, la cassiera del locale -  nel casino di caccia di Jefty, Lily e Pete sono a tal punto esasperati dalle sue continue prevaricazioni che una notte decidono di lasciare il paese – contravvenendo così alle limitazioni imposte dalla sentenza - per recarsi in Canada, il cui confine dista solo una manciata di chilometri.
La coppia si è già incamminata per la foresta, quando Susie scopre nel cappotto di Jefty la busta sigillata: risulta evidente che è stato proprio Jefty a simulare il furto, e la testimonianza della cassiera avrebbe a questo punto scagionato Pete (ed accusato Jefty). Susie cerca di rintracciare Lily e Pete per avvertirli della cosa. Ma Jefty è sulle loro tracce, armato di pistola, e li raggiunge: Susie viene ferita, Jefty e Pete ingaggiano uno scontro, la rivoltella di Jefty cade a terra, Lily se ne impadronisce e, per difendersi, spara a Jefty proprio mentre quest'ultimo aveva sollevato una grossa pietra e stava per colpirla. Albeggia. 

## Curiosità
Fu il primo film di Jean Negulesco per la Twentieth Century Fox.